# Abbaye de Seligenstadt

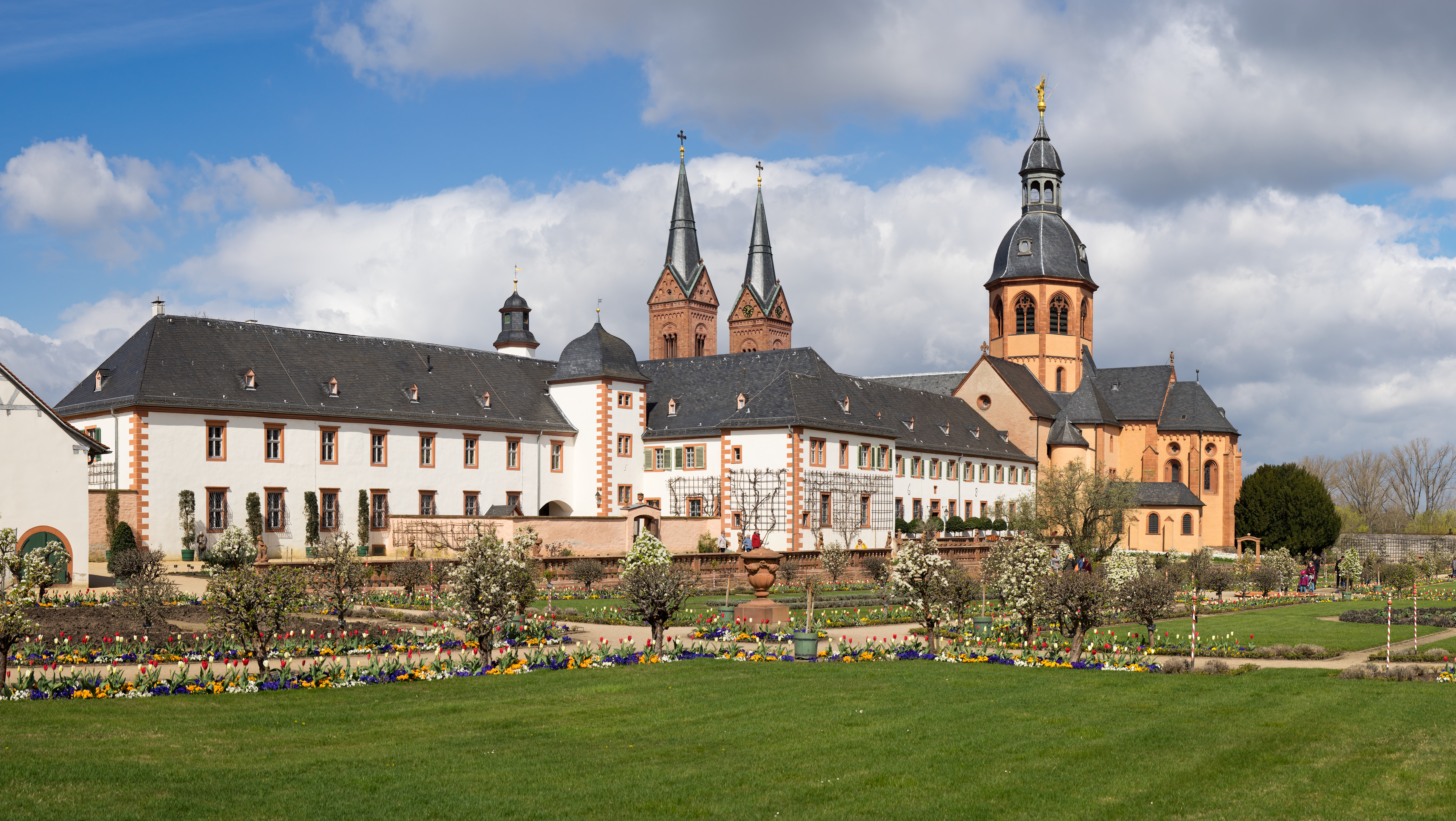
L'abbaye vue du jardin. Avril 2022.

L’abbaye de Seligenstadt est une ancienne abbaye bénédictine à Seligenstadt, dans le diocèse de Mayence.

## Géographie
Le complexe monastique se situe sur les rives du Main à proximité immédiate des ruines du Königspfalz de Seligenstadt, historiquement sur le bord, mais dans l'anneau de mur de la ville de Seligenstadt.

## Histoire
Éginhard, biographe de Charlemagne, reçoit la colonie d'Obermulinheim, le nom original du lieu, donnée en 815 par son fils Louis le Pieux. Éginhard fonde l'abbaye de Seligenstadt ici vers 828 et devient son premier abbé après la mort de sa femme Imma en 830. À Rome, il acquiert des reliques des premiers martyrs chrétiens Marcellin et Pierre d'une manière peu claire, qu'il pose d'abord dans l'abbaye de Steinbach, puis les transfère à Seligenstadt,. Éginhard met en place une convention du clergé pour institutionnaliser le culte des saints et s'occuper des pèlerins.
Pratiquement aucune source fiable n'est disponible pour la période de 850 à 1000. Probablement vers 1000, le monastère clérical est converti en monastère bénédictin. Le monastère est impérial jusqu'en 1002 quand il est transféré du roi Henri II à l'évêque Henri de Wurtzbourg en tant que fief. En 1045, l'abbaye reçoit de l'empereur Henri III le droit de monnayer. En 1063, le roi Henri IV cède le monastère à l'archevêque Sigefroi de Mayence comme église propriétaire, qui possède son domaine jusqu'à la sécularisation au début du XIXe siècle. De 1051 à 1122, les archevêques de Mayence sont également en une union personnelle les abbés.
L'abbé reçoit du pape Innocent III le droit de porter une mitre épiscopale en 1208.
L'abbaye de Seligenstadt devient un centre économique et politique et acquiert une vaste propriété. L'abbaye reçoit de nombreuses donations des deux côtés de la Main. Le registre d’intérêts le plus ancien d'environ 1000 répertorie les revenus provenant de plus de 40 sites le long du Main jusqu'à Trennfurt, dans le Freigericht et le Vorspessart, dans le Wetterau et dans la région Rhin-Main, au bord de l’Odenwald et jusqu'à la plaine du Rhin supérieur. En 1045, le roi Henri III décerne à l'abbaye l'immunité, les droits de marché, de monnaie et de douane.
Les vignobles monastiques se trouvent sur le versant sud du Hahnenkamm près d'Alzenau-Hörstein. Le propriétaire actuel des vignobles est le Staatlicher Hofkeller Würzburg.
Malgré cette position économiquement forte, l'abbaye ne réussit pas à devenir indépendant dans le processus de territorialisation. Au contraire, elle fait partie de l'électorat de Mayence à partir du XIe siècle.
Ecclésiastiquement, l'abbaye est en lien avec l'archidiocèse de Mayence et maintenant à la collégiale Saint-Pierre-et-Saint-Alexandre d'Aschaffenbourg. L'archevêque contrôle la propriété et les biens du monastère et doit approuver l'élection de l'abbé. L'abbaye a des droits paroissiaux à Selingstadt, Steinheim am Main, Großauheim, Alzenau, Michelbach, Klein-Krotzenburg, Krombach, Stockstadt am Main, Geiselbach et Dieburg.
En 1481, l'archevêque de Mayence, Thierry d'Isembourg, oblige l'abbaye à se réformer, à rejoindre la congrégation de Bursfelde, dans laquelle elle reste jusqu'à la sécularisation. Les non-nobles sont maintenant autorisés à entrer dans le monastère et sa situation financière est réorganisée.
Pendant des siècles, il existe des différends entre l'abbaye et la ville voisine de Seligenstadt. Comme la corvée, les droits fiscaux, d'hommage et judiciaires du monastère contredisent la liberté urbaine civile, les intérêts économiques s'opposent, la propriété et les droits de propriété sont contestés, l'abbaye et la ville sont en conflit permanent. En 1255, l'archevêque de Mayence Gérard de Dhaun ordonne l'incorporation de la paroisse de la ville de Seligenstadt dans l'abbaye, exacerbant ainsi le conflit. Un conflit permanent sur les droits d'usage dans la forêt de Seligenstadt n'est réglé que par le souverain, l'archevêque Jean-Frédéric-Charles d'Ostein, en 1755, lorsqu'il voit ses droits de chasse gravement compromis.
L'obligation de l'abbaye de contribuer à la préservation de l'enceinte de la ville et à la défense de la ville aggrave ses problèmes économiques à la fin du Moyen Âge. D'autres maux sont des attaques par des soldats de la ville de Francfort, des conflits armés avec les seigneurs de Rödelheim et l'équipe du palais de Gelnhausen et le conflit ecclésiastique de Mayence. Ils forcent l'abbaye à vendre des propriétés et l'affaiblissent vers la fin du Moyen Âge.
Pendant la Réforme, l'abbaye est attaquée et pillée en 1525 dans la guerre des Paysans allemands avec l'alliance des citadins. Pendant la guerre de Trente Ans, l'abbaye est pillée et endommagée à plusieurs reprises, les moines sont expulsés.
L'abbaye ne prospère à nouveau qu'à la fin du XVIIe siècle. Le complexe est rénové dans des formes baroques et magnifiquement décoré : en 1685, le bâtiment du couvent est reconstruit avec une salle capitulaire et des cellules de moines, en 1686 l'appartement de l'abbé et les locaux administratifs, et en 1699 la prélature avec un nouvel appartement de l'abbé.
Lors de la guerre de Succession d'Autriche en 1743 et dans les guerres de Coalitions à partir de 1792, le monastère sert plusieurs fois à diverses parties belligérantes comme quartiers.
Jusqu'en 1803, le monastère fournit des fournitures sociales, médicales et culturelles pour les environs.
En 1802, les troupes du landgrave Louis X de Hesse-Darmstadt occupent le monastère et prononcent la dissolution en tant qu'institution spirituelle. L'inventaire est mis aux enchères, y compris les 42 000 litres de vin stockés là-bas, ce qui rapporte le plus gros produit. Une partie des biens immobiliers est vendue, le reste est transféré à l'État. Les archives, la bibliothèque de 5 500 livres et 126 peintures sont amenées à Darmstadt. Les 20 derniers moines sont indemnisés par des pensions. Trois moines et l'abbé acceptent l'offre de rester au monastère pour le reste de leurs vies. En 1812, l'église Saint-Marcellin-et-Saint-Pierre de Seligenstadt devient une église paroissiale.
Les bâtiments restants du monastère sont utilisés par les autorités de l'État et la justice jusqu'aux années 1960 comme bâtiments officiels. Le complexe monastique reste aux mains de l'État depuis la sécularisation et appartient aujourd'hui au Land de Hesse. Il est entretenu par le services des Palais et jardins du Land de Hesse. Depuis les années 1980, le complexe monastique est progressivement révisé et restauré, le modèle étant le dernier apogée du monastère aux XVIIe siècle et XVIIIe siècle.

## Source de la traduction
- (de) Cet article est partiellement ou en totalité issu de l’article de Wikipédia en allemand intitulé « Kloster Seligenstadt » (voir la liste des auteurs).